# Stopiņi
El municipi de Stopiņi (en letó: Stopiņu novads) és un dels 110 municipis de Letònia, que es troba localitzat al centre del país bàltic, i que té com a capital la localitat de Ulbroka. El municipi va ser creat l'any 2005 després d'una reorganització territorial.

## Població i territori
La seva població està composta per un total de 9.577 persones (2009). La superfície del municipi té uns 53,5 kilòmetres quadrats, i la densitat poblacional és de 179,01 habitants per kilòmetre quadrat.